# Випле
Випле́ (фр. Viplaix) — коммуна во Франции, находится в регионе Овернь. Департамент коммуны — Алье. Входит в состав кантона Юрьель. Округ коммуны — Монлюсон.
Код INSEE коммуны — 03317.

## Население
Население коммуны на 2008 год составляло 280 человек.
| 1962 | 1968 | 1975 | 1982 | 1990 | 1999 | 2008 |
| ---- | ---- | ---- | ---- | ---- | ---- | ---- |
| 592  | 606  | 473  | 391  | 348  | 296  | 280  |

## Экономика
В 2007 году среди 171 человека в трудоспособном возрасте (15—64 лет) 121 были экономически активными, 50 — неактивными (показатель активности — 70,8 %, в 1999 году было 68,8 %). Из 121 активных работали 106 человек (56 мужчин и 50 женщин), безработных было 15 (9 мужчин и 6 женщин). Среди 50 неактивных 12 человек были учениками или студентами, 20 — пенсионерами, 18 были неактивными по другим причинам.

## Достопримечательности
- Церковь Сен-Мартен (1-я пол. XX века)